# Sami Mahlio
Sami Petteri Mahlio (ur. 12 stycznia 1972 w Valkeakoski) – fiński piłkarz występujący na pozycji pomocnika.

## Kariera klubowa
Mahlio karierę rozpoczynał w zespole VaKP. W 1991 roku przeszedł do pierwszoligowej Haki. Jej barwy reprezentował przez 4 sezony. W 1995 roku odszedł do drużyny MyPa-47. W sezonach 1995 oraz 1996 wywalczył z nią wicemistrzostwo Finlandii, a w sezonie 1995 także Puchar Finlandii.
W 1999 roku Mahlio został graczem norweskiego pierwszoligowca, Odds BK. W 2000 roku zdobył z nim Puchar Norwegii. Po 4 sezonach spędzonych w Odds BK, odszedł do drugoligowego Sandefjord Fotball. Grał tam w sezonie 2003, a sezon 2004 spędził w innym drugoligowcu, Pors Grenland.
W 2005 roku Mahlio na jeden sezon wrócił do Finlandii, gdzie występował w FC Lahti. Potem grał w norweskim trzecioligowcu Tollnes BK, gdzie w 2007 roku zakończył karierę.

## Kariera reprezentacyjna
W reprezentacji Finlandii Mahlio zadebiutował 4 października 1995 w zremisowanym 0:0 towarzyskim meczu z Turcją. W latach 1995–2001 w drużynie narodowej rozegrał 25 spotkań.